# لي تيت
لي تيت (بالإنجليزية: Lee Tate)‏ هو لاعب كرة قاعدة أمريكي، ولد في 18 مارس 1932 في بلاك روك في الولايات المتحدة.

## وصلات خارجية
- لي تيت على موقعبيزبول رفرنس.كوم (الدوري الرئيسي) (الإنجليزية)
- لي تيت على موقعبيزبول رفرنس.كوم (الدوري الثانوي) (الإنجليزية)